# Martin Booth
Martin Booth (Ribchester, 7 settembre 1944 – Stoodleigh, 12 febbraio 2004) è stato uno scrittore e poeta britannico.

## Biografia
Nato a Ribchester il 7 settembre 1944, ha trascorso la giovinezza a Hong Kong e compiuto gli studi al Trent Park College of Education.
Dopo aver pubblicato alcune raccolte di poesie e opere di narrativa, nel 1985 ha ottenuto una certa notorietà con il romanzo Hiroshima Joe che gli ha permesso di lasciare l'attività d'insegnamento per diventare scrittore a tempo pieno.
Finalista nel 1998 al Booker Prize con The Industry of Souls, il suo romanzo The American del 1991 è stato trasposto nell'omonima pellicola nel 2010.
È morto il 12 febbraio 2004 a Stoodleigh all'età di 59 anni dopo una lunga battaglia contro il cancro.

## Opere

### Romanzi
- Borrowed Gull (1970)
- Coronis (1973)
- Snath (1975)
- The Knotting Sequence (1977)
- The Carrier (1978)
- Bismarck (1980)
- Bad Track (1980)
- Missile Summer (1982)
- Killing the Moses (1985)
- Hiroshima Joe (1985)
- The Jade Pavilion (1987)
- Black Chameleon (1988)
- Dreaming of Samarkand (1989)
- The American (A Very Private Gentleman, 1991), Roma, Newton Compton, 2010 traduzione di Fabio Bernabei ISBN 978-88-541-2133-1.
- The Humble Disciple (1992)
- The Iron Tree (1993)
- Adrift in the Oceans of Mercy (1994)
- Toys of Glass (1995)
- War Dog (1996)
- Music on the Bamboo Radio (1997)
- The Industry of Souls (1998)
- Panther (1999)
- Islands Of Silence (2003)
- Midnight Saboteur (2004)
- Coyote Moon (2005)

### Serie Alchemist's Son
- Doctor Illuminatus (2003)
- Soul Stealer (2004)

### Poesie
- Paper Pennies (1967)
- Crying Embers (1971)
- Devil's Wine (1980)

### Saggi
- Carpet Sahib (1986)
- The Triads (1989)
- Opium: A History (1996)
- The Doctor and the Detective (1997)
- The Dragon Syndicates (2000)
- A Magick Life (2000)
- Cannabis: A History (2003)
- Gweilo (2004)
- Golden Boy (2005)

## Adattamenti televisivi
- Amore senza tempo (Evolution's Child), regia di Jeffrey Reiner (1999)

## Adattamenti cinematografici
- The American, regia di Anton Corbijn (2010)

## Premi e riconoscimenti
- Booker Prize: 1998 finalista con The Industry of Souls